# Шабров, Владимир Сергеевич
Влади́мир Серге́евич Шабров (15 марта 1930, Москва — 12 мая 1990, Москва) — советский футболист, нападающий. Мастер спорта СССР (1954).

## Биография
Карьеру в командах мастеров провёл в московском «Динамо» в 1950—1959 годах.
Дебютировал за сборную СССР 16 августа 1955 года в товарищеском матче против Индии и уже в дебютном матче сделал дубль, забив первый гол команды на 18-й минуте, а затем пятый на 47-й. Эта победа, наравне с победой над Финляндией в 1957 году 10:0, является самой крупной за всю историю сборной.
Также сыграл три неофициальных матча за сборную СССР в 1954—1955 годах со сборными Болгарии, Польши и Индии.
В 1960—1961 годах работал тренером юношеских клубных команд «Динамо».
С 1961 года по 1990 работал дипломатическим курьером в МИДе СССР.

### Матчи и голы за сборную СССР
| Матчи и голы Владимира Шаброва за сборную СССР | Матчи и голы Владимира Шаброва за сборную СССР | Матчи и голы Владимира Шаброва за сборную СССР | Матчи и голы Владимира Шаброва за сборную СССР | Матчи и голы Владимира Шаброва за сборную СССР | Матчи и голы Владимира Шаброва за сборную СССР | Матчи и голы Владимира Шаброва за сборную СССР |
| №                                              | Дата                                           | Место                                          | Оппонент                                       | Счёт                                           | Голы                                           | Соревнование                                   |
| ---------------------------------------------- | ---------------------------------------------- | ---------------------------------------------- | ---------------------------------------------- | ---------------------------------------------- | ---------------------------------------------- | ---------------------------------------------- |
| 1                                              | 16 августа 1955                                | Москва, СССР                                   | Индия                                          | 11:1                                           | 2                                              | Товарищеский матч                              |
| 2                                              | 23 октября 1955                                | Москва, СССР                                   | Франция                                        | 2:2                                            | —                                              | Товарищеский матч                              |

Итого: 2 матча / 2 гола; 1 победа, 1 ничья, 0 поражений.

## Достижения
- Чемпион СССР: 1954, 1955, 1957, 1959
- Обладатель Кубка СССР: 1953

## Киновоплощения
- Ярослав Жалнин — «Лев Яшин. Вратарь моей мечты», 2019 год.